# Maruja García
Maruja García Nicolau (Palma di Maiorca, 1943 – Palma di Maiorca, 26 maggio 2021) è stata una modella spagnola, eletta Miss Spagna e Miss Europa nel 1962.

## Biografia
Conosciuta con il nome di Maruja García Nicolau, proveniente da Maiorca venne eletta Miss Spagna nel mese di maggio del 1962 in una serata ospitata nel teatro lirico e presentata da Raúl Matas.
La giuria dell'epoca era composta fra gli altri dalla scrittrice Ana María Matute, l'attrice Carmen Sevilla, il compositore Augusto Algueró, oltre ad Antonio Mingote e Luis García Berlanga.
Il 2 giugno sempre del 1962, presso Beirut in Libano, fu eletta Miss Europa avendo la meglio sulle diciassette concorrenti del concorso.
Seguì una carriera da modella abbandonata poi per il suo amato.